# Graix
Graix és un municipi francès situat al departament del Loira i a la regió d'Alvèrnia-Roine-Alps. L'any 2007 tenia 146 habitants.

## Demografia

### Població
El 2007 la població de fet de Graix era de 146 persones. Hi havia 64 famílies de les quals 24 eren unipersonals (12 homes vivint sols i 12 dones vivint soles), 20 parelles sense fills, 16 parelles amb fills i 4 famílies monoparentals amb fills.
La població ha evolucionat segons el següent gràfic:
Habitants censats

### Habitatges
El 2007 hi havia 107 habitatges, 63 eren l'habitatge principal de la família, 33 eren segones residències i 11 estaven desocupats. 97 eren cases i 10 eren apartaments. Dels 63 habitatges principals, 53 estaven ocupats pels seus propietaris, 7 estaven llogats i ocupats pels llogaters i 3 estaven cedits a títol gratuït; 10 tenien dues cambres, 13 en tenien tres, 16 en tenien quatre i 25 en tenien cinc o més. 34 habitatges disposaven pel capbaix d'una plaça de pàrquing. A 25 habitatges hi havia un automòbil i a 32 n'hi havia dos o més.

### Piràmide de població
La piràmide de població per edats i sexe el 2009 era:
| Homes | Edats   | Dones |
| ----- | ------- | ----- |
| 0     | 95 o +  | 0     |
| 0     | 90 a 94 | 0     |
| 0     | 85 a 89 | 0     |
| 0     | 80 a 84 | 0     |
| 4     | 75 a 79 | 0     |
| 8     | 70 a 74 | 4     |
| 0     | 65 a 69 | 12    |
| 0     | 60 a 64 | 0     |
| 4     | 55 a 59 | 0     |
| 4     | 50 a 54 | 4     |
| 4     | 45 a 49 | 4     |
| 12    | 40 a 44 | 4     |
| 12    | 35 a 39 | 4     |
| 4     | 30 a 34 | 4     |
| 4     | 25 a 29 | 0     |
| 0     | 20 a 24 | 0     |
| 0     | 15 a 19 | 0     |
| 0     | 10 a 14 | 4     |
| 4     | 5 a 9   | 4     |
| 0     | 0 a 4   | 4     |

## Economia
El 2007 la població en edat de treballar era de 98 persones, 70 eren actives i 28 eren inactives. De les 70 persones actives 64 estaven ocupades (42 homes i 22 dones) i 6 estaven aturades (3 homes i 3 dones). De les 28 persones inactives 14 estaven jubilades, 6 estaven estudiant i 8 estaven classificades com a «altres inactius».

### Ingressos
El 2009 a Graix hi havia 64 unitats fiscals que integraven 153 persones, la mediana anual d'ingressos fiscals per persona era de 17.985 €.

### Activitats econòmiques
Dels 3 establiments que hi havia el 2007, 1 era d'una empresa de construcció, 1 d'una empresa d'hostatgeria i restauració i 1 d'una empresa immobiliària.
Dels 3 establiments de servei als particulars que hi havia el 2009, 1 era un paleta, 1 restaurant i 1 agència immobiliària.
L'any 2000 a Graix hi havia 12 explotacions agrícoles que ocupaven un total de 238 hectàrees.

## Poblacions més properes
El següent diagrama mostra les poblacions més properes.